# Stenella
Stenella é um gênero de golfinhos encontrado em águas tropicais e temperadas de todos os oceanos.

## Espécies
- Stenella attenuata (Gray, 1846) − Golfinho-pintado-pantropical
- Stenella clymene (Gray, 1846) – Golfinho-clímene ou Golfinho-fiandeiro-de-bico-curto
- Stenella coeruleoalba (Meyen, 1833) − Golfinho-listrado ou Golfinho-riscado
- Stenella frontalis (G. Cuvier, 1829) − Golfinho-pintado-do-atlântico
- Stenella longirostris (Gray, 1828) – Golfinho-rotador ou Golfinho-fiandeiro-de-bico-comprido